# 正木流
正木流（まさきりゅう）は、正木利充により創始された武術の流派。萬力鎖術で著名である。

## 開祖および流儀の特徴

### 開祖
正木利充は、美濃国大垣藩士で、古藤田一刀流剣術・先意流薙刀術の名手であり、後に正木一刀流を開いた。
萬力鎖術は、正木利充により、宝暦年間（1750年代）創始された。鎖の両端に短冊状の分銅を付けた全長2尺3寸程の萬力鎖を使用し、打ち・絡み・投げを含む技法により構成された武術である（別名：鎖術・玉鎖術・鎖十手術・両分銅術・分銅鎖術等）。
鎖術発創の経緯は二説あり、ひとつは「大垣藩が江戸城大手門の警備を命ぜられた事に端を発する。利充は、大手門警備中に不意に乱心者が来た場合の対処に腐心し、刀により門前を血で汚す事なく制圧出来る術として萬力鎖術を考案した」（『撃剣叢談』）。また　もうひとつは、大垣に伝わるもので「利充が60余歳の頃、秋葉権現の霊夢を得て案出した」とある（『武功論』）。

### 名和弓雄以降の道統
第10代宗家・名和弓雄〔明治44年(1911年)1月～平成18年（2006年）9月〕は、自著『隠し武器総覧』（壮神社）の末尾《おわりにあたって「正木流万力鎖術伝承と宗家廃絶」》にて以下のように宗家制度廃止を謳った。
平成十年十月十日をもって、正木流宗家の廃絶を予告し、名和弓雄の死去と共に廃絶する。師範家は目下、人選中である。技術優秀で、すべての型に精通し、健康で人格的に師範にふさわしい人で、十代宗家の直接に指導した人の中から、師範家を選びたい。したがって、名和弓雄の死後は、何人も正木流宗家を名乗ることは許されない。万一、まぎらわしい肩書きを使用した場合は、悪意による贋物とみなし、重大な詐欺行為と認定する。
その死後は師範家が伝承を担っている（「月刊秘伝」2007年1月号 BABジャパン）。
名和弓雄が流儀の継承・弘流を目的として立ち上げた「正木会」は、平成15年(2003年)12月1日師範家佐野森一(正木流萬力鎖術11代・江戸町方十手術捕縄扱い様６代)に正式に委譲され現在に至る。

名和弓雄以外の系統では、水鴎流第9代の福原景利が正木流万力鎖術より編み出した正木流鎖鎌術（福原派）が水鴎流に併伝されており、現在も伝承されている。